# Burgstall Frickenhofen
Der Burgstall Frickenhofen ist eine kleine abgegangene hochmittelalterliche Ortsadelsburg des Frickenhofer Geschlechtes, die sich einst auf einem Felssporn erhob. Der Burgstall liegt südöstlich des Dorfes Frickenhofen, einem Stadtteil von Neumarkt in der Oberpfalz in Bayern, Deutschland. Von dieser Burg ist heute bis auf den Graben nichts mehr erhalten. Die Anlage wird als Bodendenkmal unter der Aktennummer D-3-6735-0031 im Bayernatlas als „mittelalterlicher Burgstall“ geführt.

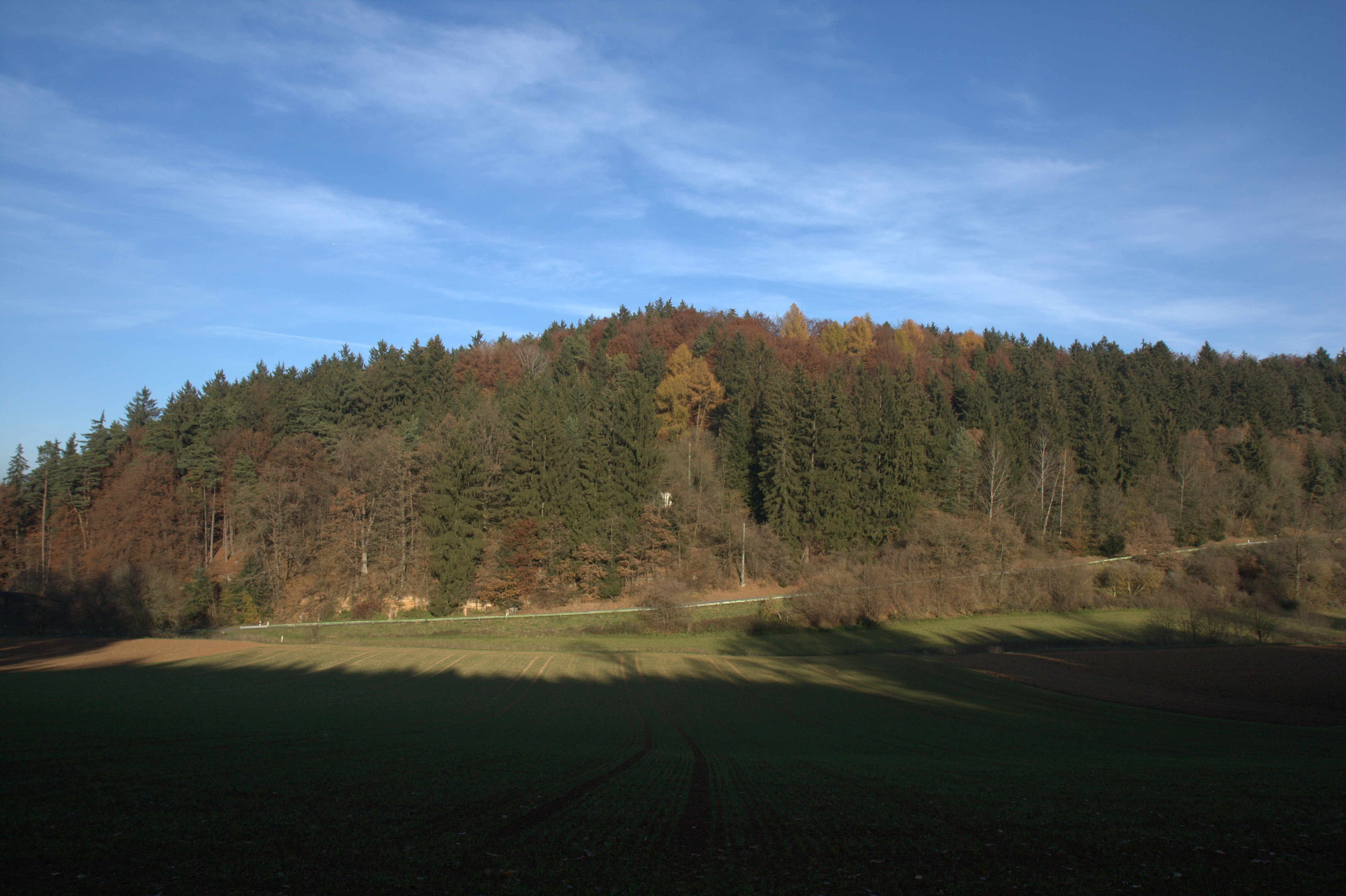
Bild 1: Ansicht des Burgberges aus südwestlicher Richtung

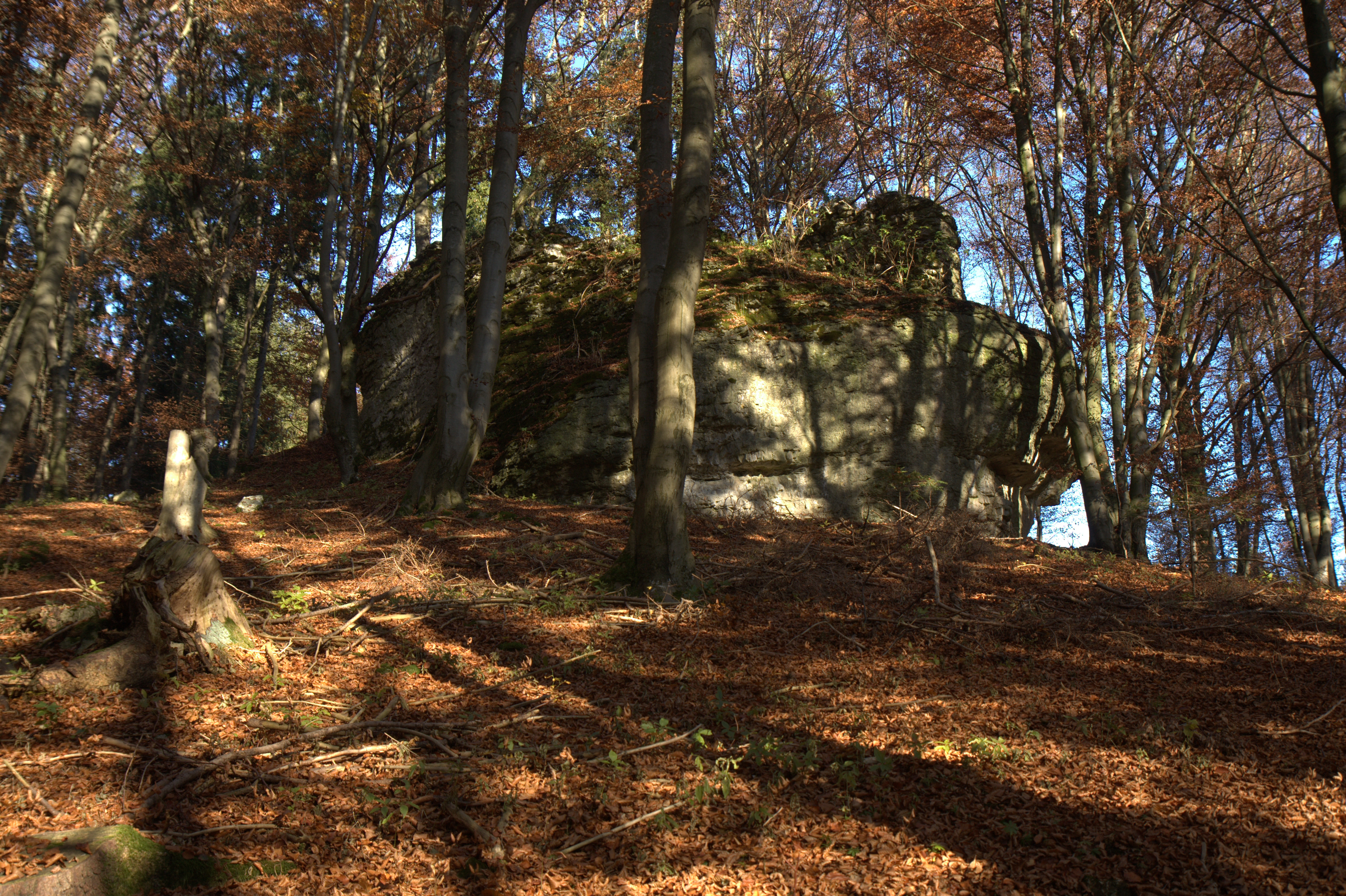
Bild 2: Ansicht des Burgfelsens aus westlicher Richtung

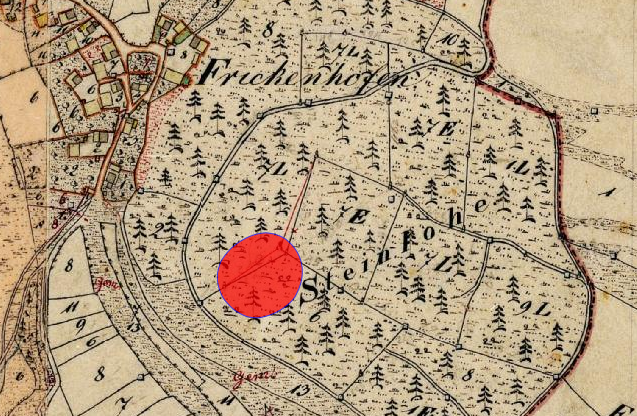
Lageplan des Burgstalls Frickenhofen auf dem Urkataster von Bayern

## Geographische Lage
Die Burgstelle der abgegangenen Spornburg befindet sich in der Mittleren Frankenalb, auf einer 550 Meter hohen Bergkuppe. Aus diesem Berg springt an einem nordwestlichen Bergeck in der Forstabteilung Steinlohe ein kurzer Sporn nach Westen vor, der auch den höchsten Punkt des Berges bildet. Dieser Berg, der sich spornförmig aus einem Hochplateau fortsetzt, wird im Norden von der Senke des Lampertshofener Baches, und im Westen von einem Seitental begrenzt. Seine Flanken fallen etwa 70 Höhenmeter steil zum Dorf Frickenhofen, das sich im Talgrund befindet, ab.
Der Burgstall liegt in südöstlicher Richtung, in etwa 330 Meter Entfernung, zur Ortsmitte von Frickenhofen.
In der Nähe befinden sich noch weitere ehemalige mittelalterliche Burgen, in südöstlicher Richtung liegt der Burgstall Plankenstein und nordöstlich der Burgstall Alte Kirche oder Jägerhäusl bei Unterwiesenacker. In südwestlicher Richtung befinden sich ebenfalls zwei Burgställe bei der Ortschaft Rothenfels, westlich über Neumarkt in der Oberpfalz liegt die Burgruine Wolfstein.

## Geschichte
Über die kleine Burg selbst sind nur wenige geschichtliche Nachrichten bekannt, sie war der Sitz des Dienstmannengeschlechtes der Frickenhofer, sie dienten den Ehrenfelsern zu Helfenberg.
Die niederadelige Familie der Frickenhofer, die diese Burganlage wohl auch errichtet hatten, waren in der Gegend reich begütert, so hatten sie mit der Allersburg (Im gleichnamigen Ort bei Hohenburg im Lauterachtal) ab 1342 einen zweiten Sitz, sie nannten sich dort auch „Frickenhofer die Pauren“. Weiteren Besitz hatten sie in den Ortschaften Hausen, Garsdorf und in Mittersdorf (Heute Wüstung im Truppenübungsplatz Hohenfels). Außerdem in Ischhofen, Wiesenacker, Alfalterbach sowie in Sallmannsdorf.
Daneben unterhielten die Frickenhofer sehr enge Beziehungen zum Kloster Seligenporten, mehrere Töchter von Albrecht I. von Frickenhofen waren in diesem Kloster Nonnen. Einige Mitglieder der Familie wurden dort in der sogenannten Frickenhoferkapelle bestattet, vermutlich ein Vorgängerbau der heutigen Klosterkirche. Ihre Grabsteine sind heute allerdings verschollen. Agnes, die Frau des Albrecht I., stiftete am 25. Mai 1336 ihr gesamtes Gut zu Alfalterbach für ihren Sohn Albrecht Frickenhofer in dieser Kapelle dem Kloster. Spätere Mitglieder der Frickenhofer, die „Pauren zu Allersburg“, stifteten 1342 eine täglich in dieser Kapelle zu lesende Messe.
Die Niederadelsfamilie starb vermutlich während der zweiten Hälfte des 15. Jahrhunderts aus, die letzten bekannten Mitglieder waren eine Kunigunde Frickenhofer, die 1381 für das Neumarkter Spital stiftete, und im Jahr 1408 ein Neumarkter Schultheiß namens Heinrich Frickenhofer.
Die Burg wird wohl nach dem Aussterben der Adelsfamilie aufgelassen worden sein.

## Beschreibung
Der Standort der Burganlage befindet sich auf der höchsten Stelle des Berges an einem Bergeck, von dem ein nach Westen vorstoßender Felssporn aufragt. Diese kleine Höhenburg bestand wohl nur aus einem turmförmigen Gebäude. Allerdings befindet sich auch unmittelbar östlich, außerhalb des Ringgrabens eine flache, muldenförmige Vertiefung, ob sie den Rest eines Gebäudes einer möglichen Vorburg darstellt, ist nicht bekannt. Weitere Befestigungen einer Vorburg wie ein äußerer Graben oder dergleichen fehlt dagegen völlig.
Die Burgstelle wird durch einen halbringförmigen Graben von der nur wenig tiefer liegenden Hochfläche des Berges abgetrennt (Titelbild und Bild 3). Dieser Sohlgraben ist heute noch etwa drei Meter tief und zieht sich vom südlichen Berghang kreisförmig um den Burghügel bis zum nördlichen Hang, den er auch einige Meter hinab begleitet.
Der Burghügel steigt aus dem Graben mehrere Meter sehr steil an, an seiner Westseite fällt er dagegen etwa fünf Meter senkrecht über Felsen ab (Bild 2 und 3). Die relativ ebene Fläche dieses Hügels hat eine etwa längsrechteckige Form und zeigt heute keine Spuren von einstiger Bebauung mehr.

## Heutiger Zustand
Heute ist der Bereich der ehemaligen Burg dicht von Hochwald bewachsen, erhalten hat sich von ihr nur noch der Ringgraben. Zum frei zugänglichen Burgstall führt heute kein ausgeschilderter Weg.
Das vom Bayerischen Landesamt für Denkmalpflege als „Mittelalterlicher Burgstall“ erfasste Bodendenkmal trägt die Denkmalnummer D-3-6735-0031.